# Ellen Harrington

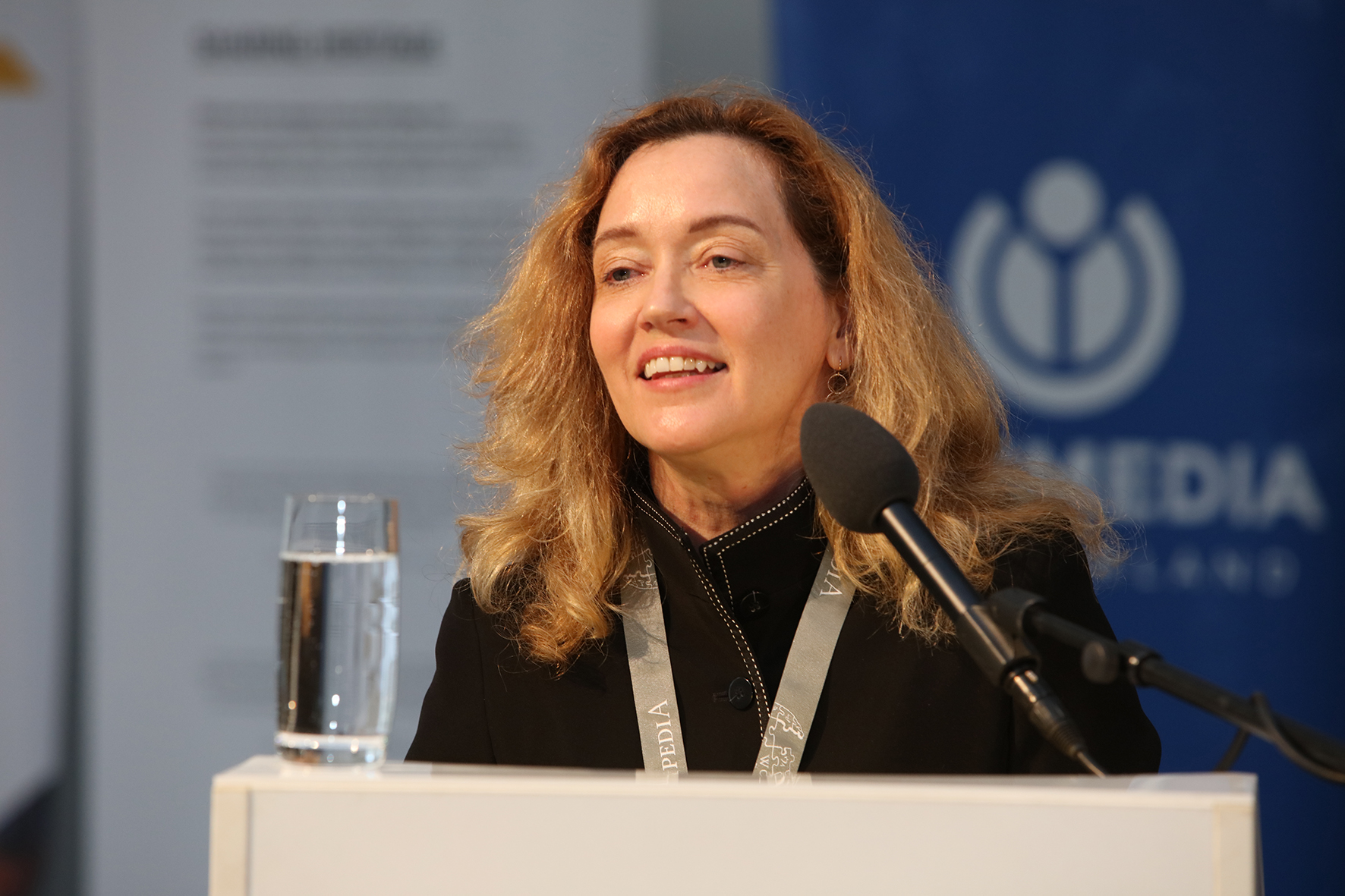
Ellen Harrington 2018

Ellen Harrington (* 30. Oktober 1963 in Boston) ist eine US-amerikanische Kuratorin und Filmwissenschaftlerin. Von Januar 2018 bis Juli 2024 war sie die Direktorin des DFF – Deutsches Filminstitut & Filmmuseum in Frankfurt am Main.

## Leben
Aufgewachsen in Boston, besuchte Ellen Harrington die Highschool Phillips Academy in Andover. Am Dartmouth College in Hanover studierte sie bis 1986 Vergleichende Literaturwissenschaften und Kunstgeschichte, bevor sie ihr Master-Studium an der New York University mit einem Master in Vergleichenden Literaturwissenschaften und Filmwissenschaften abschloss. Sie spricht fließend Englisch, Spanisch und Italienisch.

## Schaffen
Ihre Karriere begann sie 1988 als Programm-Assistentin des New York Shakespeare Festivals (heute Shakespeare in the Park) am Public Theater unter der Leitung von Joseph Papp. Von 1989 bis 1991 war sie für Warner Bros. bzw. Punch Productions vorwiegend für die Filmproduktionen des Schauspielers Dustin Hoffman zuständig. Mit einem Wechsel von New York nach Los Angeles nahm Harrington 1992 eine Tätigkeit als Story Analyst für die CAA Creative Artists Agency auf und lektorierte Drehbücher. 1993 begann ihre zwanzigjährige Karriere bei der Academy of Motion Picture Arts and Sciences in Beverly Hills. Harrington wirkte zunächst als Koordinatorin für Filmveranstaltungen und Ausstellungen, bis sie von 2001 bis 2005 Filmausstellungen sowie –vorführungen kuratierte. 2005 wurde sie zur Direktorin für Ausstellungen und Filmveranstaltungen berufen. 2006 wurde sie zudem Gründungsdirektorin des International Outreach Programs.
Im Jahr 2013 wechselte sie als Direktorin zum Academy Museum of Motion Pictures in Los Angeles und verantwortete dessen Ausstellungen und Sammlungen. Von 2014 bis 2017 organisierte Harrington als Co-Kuratorin ein Ausstellungsprojekt mit der Getty Foundation. Zwischen 2015 und 2017 zeichnete sie als Kuratorin verantwortlich für den Aufbau und die Konzeption der Museumssammlung. Ebenfalls 2017 war Harrington Jurorin bei der Short Films Competition des COLCOA French Film Festival.
Im Januar 2018 wurde sie Direktorin des DFF – Deutsches Filminstitut & Filmmuseum (Deutsches Filmmuseum) und damit Nachfolgerin von Claudia Dillmann. 2019 betätigte sie sich als Gastkuratorin für die Ausstellung Moving/Image: An Exploration of Film and Photography. Von 2020 bis 2024 war Harrington außerdem Mitglied im Beirat Film, Fernsehen, Hörfunk des Goethe-Instituts.
Im Juli 2024 gab Harrington die Leitung des DFF aus persönlichen Gründen ab.

## Auszeichnungen
Auszeichnung als Kuratorin der Ausstellung „From Latin America to Hollywood: Latino Film Culture in Los Angeles, 1967–2017“ durch die Getty Foundation.

## Veröffentlichungen
- Fellini. Mezzo secolo di dolce vita. Cineteca, Bologna 2009., ISBN 978-8895862286., “LA DOLCE VITA in America: Sin, Sensationalism and the Oscars,” essay by Ellen M. Harrington
- 50 Designers/50 Costumes: Concept to Character University of California Press, 2005., ISBN 978-0942102468., Editor Ellen Harrington